# Socio-histoire
Ne doit pas être confondu avec Psychohistoire.
La socio-histoire est une approche pluridisciplinaire apparue dans les années 1990 avec une méthodologie propre empruntant des éléments à la sociologie, à l'histoire et à d'autres disciplines des sciences sociales.

## Rencontre de l'histoire et de la sociologie
L’histoire et la sociologie se sont pour la première fois combinées lors du tournant de 1929, avec la création des Annales par Marc Bloch et Lucien Febvre. Ces derniers inauguraient des discussions entre deux disciplines (histoire et économie) avec des innovations de la sociologie. Cela a amené à la naissance de l’histoire-problème, c’est-à-dire l’analyse des faits qui dépendent du présent par une méthode régressive et comparative.
Mais ce n’est qu’à partir des années 1990 que la socio-histoire apparaît en succédant à l’histoire économique et sociale des années 1950-1960. Cette nouvelle discipline reprend également le tournant de l’anthropologie des années 1970 : elle étudie les individus réels dans le cadre de leurs activités quotidiennes, en laissant les entités collectives définies à l’aide de critère objectifs. Depuis les années 1990, la définition de la socio-histoire n’est pas entièrement établie et elle est amenée à évoluer.
D'après Gérard Noiriel, la socio-histoire combine les « principes fondateurs » des deux disciplines. Parmi les précurseurs de la socio-histoire, on compte les figures clés suivantes : Marc Bloch (historien), François Simiand et Maurice Halbwachs (sociologues durkheimiens) ainsi que Norbert Elias (sociologie historique). Leurs différents apports à la connaissance du monde social apparaissent comme fondamentaux. D'autres sociologues, comme Max Weber ou Pierre Bourdieu ont nourri la réflexion de la socio-histoire, même si cette dernière n'adopte pas les mêmes ambitions théoriques. Les principes fondamentaux de la recherche historique, la méthode critique des sources, l'historicisation des concepts et des catégories employés sont couplés avec l'étude des faits sociaux, leur processus et leur temporalité.

## Principes de la socio-histoire
La socio-histoire consiste en l'étude du passé dans le présent. Selon Norbert Elias: « Le socio-historien veut mettre en lumière l'historicité du monde dans lequel nous vivons, pour mieux comprendre comment le passé pèse sur le présent ». Autrement dit, il s'agit de découvrir comment les choses fonctionnent et non ce qui se joue. Cette approche implique une analyse qui reprend des principes de la sociologie.
Par exemple, l'analyse des relations à distance : « Grâce l'invention de l'écriture et de la monnaie, grâce au progrès techniques, les hommes ont pu nouer entre eux des liens dépassant largement la sphère des échanges directs, fondés sur l'interconnaissance ». C’est-à-dire, en empruntant à la sociologie l'intérêt pour le « lien social », la socio-histoire étudie les relations à distance. Elles sont de fait au centre de son analyse. Cela lui permet de dénouer et révéler « les fils invisibles » qui relient des gens qui ne se connaissent pas entre eux et d'en étudier les différentes formes d'interdépendance.
En reprenant aussi le vocabulaire spécifique à la sociologie pour signifier les relations sociales entre les individus et les interdépendances : « configuration », « groupement », « communauté », « groupes/catégories socio-professionnels », « groupes socio-administratifs ». La socio-histoire ne rejette pas tous les courants. Ceux-ci ont leurs légitimités propres, offrant des outils qui permettent d’éclairer certains aspects de la réalité. La discipline s’applique surtout à toutes les périodes en rejetant la distinction des périodes par la chronologie. Le socio-historien rejette également la confusion entre science et politique tout comme entre l’histoire et la mémoire. Il entend se démettre de tout jugement de valeurs et respecter la distanciation nécessaire par rapport au sujet étudié. En d’autres termes, la socio-histoire s'intéresse à la « genèse » des phénomènes qu'elle étudie.
Ainsi, la socio-histoire étudie les acteurs plus que les structures mais resituant ces derniers dans le tissu social, psychologique, culturel, politique dans lequel ils évoluent. Mais elle n’oublie pas d’incorporer également l’analyse des relations de pouvoir notamment les situations conflictuelles. Dans cette perspective, elle s'intéresse au problème de la « domination sociale », de la « solidarité sociale » et du pouvoir symbolique notamment à travers la question importante du langage (emprunt à Bourdieu).
Quant à François Buton et Nicolas Mariot, ils résument l'approche socio-historique appliquée à la science politique de la façon suivante : « On dirait volontiers que son penchant la porte à la fois vers la restitution la plus fine possible des logiques de construction des institutions, au sens anthropologique du terme, et vers l'investigation la plus approfondie possible du rapport des individus (acteurs, agents…) à ces mêmes institutions ».
Les chercheurs Karim Fertikh et Heike Wieters définissent la socio-histoire comme une discipline qui déplace le regard depuis les grands récits macrosociaux vers des analyses des rapports sociaux concrets, afin d' "étudier conflits, processus de négociation et glissements de sens dans le domaine de l’action et des catégories sociales ". Grâce à ce déplacement, elle montre les significations des catégories et des politiques sociales dans les moments où elles sont forgés, celles-ci étant le résultat de compromis.

## Dialogue interdisciplinaire
L'approche socio-historique s'oriente sur la connaissance du monde social, mais elle peut être également appliquée pour des problématiques économiques, politiques ou culturelles du temps présent ou du passé. Ainsi, le socio-historien utilise les sciences sociales pour servir utilement sa démonstration : il peut ainsi avoir recours à l'observation participante de l'anthropologie, à l'enquête ethnographique, aux statistiques, aux outils de la psychologie sociale.
La socio-histoire présente également un apport sur le plan épistémologique. Il s'agit de "surmonter la distance" entre les disciplines, de croiser les questionnements, les pratiques, d'interroger les conditions de transferts des outils et des concepts mobilisés pour une étude. Elle suppose donc un "goût" pour la connaissance des travaux des autres disciplines, le dialogue épistémologique et l'échange,.

## Exemples de travaux en socio-histoire
Les études socio-historiques sont très diversifiées. On peut citer le travail de Gérard Noiriel sur la socio-genèse des formes du lien social dans le cadre de l’État-nation, celui du sociologue Christian Topalov sur la naissance de la catégorie chômage, celui du sociologue Michel Offerlé sur le monde politique et le vote, celui de l'historienne Liêm-Khê Luguern sur les travailleurs indochinois ou d'Emmanuelle Saada sur les métis de l'Empire français, celui de l'historien Ivan Jablonka sur l'écrivain Jean Genet ou sa formation masculine. De nombreux travaux de science politique ont adopté depuis les années 1990 l'approche socio-historique. Enfin, Alain Desrosières s'est intéressé à la socio-histoire de la statistique dont il est le fondateur.